# Varšavská polytechnika
Varšavská polytechnika (polsky: Politechnika Warszawska, oficiální anglický název: Warsaw University of Technology) je technická univerzita v polském hlavním městě Varšavě (jedna fakulta a jedna kolej sídlí v Plocku). Založena byla roku 1826, z iniciativy osvícence Stanisława Staszice. V roce 1831, po neúspěšném listopadovém povstání, byla uzavřena, ale roku 1898 směla být znovuotevřena, byť jen jako ruskojazyčná. Získala tehdy novou hlavní budovu na ulici Marszałkowska, kde dodnes sídlí rektorát univerzity, a kterou navrhl architekt Stefan Szyller. V roce 1915 se na univerzitě začalo znovu učit polsky, byť každodenní výuka byla možná až po konci první světové války, od roku 1920. V meziválečném období se počet studentů zdvojnásobil a univerzita se stala hlavním centrem technického a ekonomického vzdělávání v Polsku. V té době na škole působil například průkopník svařování Stefan Bryła nebo objevitel czochralského procesu Jan Czochralski. Za druhé světové války bylo poničeno mnoho budov, ale byly obnoveny. Roku 1967 bylo založeno výzkumné centrum v Plocku, v současnosti zde sídlí Fakulta inženýrství, mechaniky a petrochemie a Kolej ekonomie a sociálních věd. Ve Varšavě sídlí dalších 19 fakult. Na univerzitě studuje okolo 35 tisíc studentů. Ke známým absolventům univerzity patří filozof Alfred Korzybski, premiér Waldemar Pawlak, letecký konstruktér Stanisław Wigura, spisovatelka Joanna Chmielewska nebo animátor Tomasz Bagiński. Podle průzkumu polského deníku Rzeczpospolita je každý devátý ředitel z pětiset největších firem v Polsku absolventem Varšavské polytechniky. Podle žebříčku QS World University Rankings 2024 je Varšavská polytechnika třetí nejkvalitnější vysokou školou v Polsku, sedmou ve východní Evropě a 211. v Evropě.